# 立体专一性
立体专一性（stereospecificity）是一个立体化学术语。当一个反应中，反应物可能生成多种（一般即两种：R构型和S构型）立体异构体产物、但实际只生成其中一种产物时，此反应具有立体专一性。各种SN2反应就是典型的立体专一性反应，比如光延反应等等。
这个概念需要与立体选择性（stereoselectivity）相区别。立体选择性是指，反应机理允许生成两种产物，但有一个为主要产物。所以，立体专一的反应都具有立体选择性，但反之则不亦然。